# Familjen Walton
Familjen Walton (engelska: The Waltons) var en amerikansk TV-serie sänd 1972-1981. Serien skapades av Earl Hamner Jr. och producerades av Lorimar Productions. Den började sändas den 14 september 1972 och det sista avsnittet sändes den 20 augusti 1981. Sedan serien lades ned följde 6 stycken uppföljande Tv-filmer som sändes mellan 1982 och 1997. I Sverige har serien visats på TV4 med början 1998 och på TV3 2003-2004.

## Handling
Serien handlar om en familj i Blue Ridge Mountains i Virginia i USA under Stora depressionen. Familjen består av Olivia och John Walton och deras sju barn. Berättare i serien är den äldste sonen John-Boy.

## Rollista i urval
- Richard Thomas - John "John-Boy" Walton Jr.
- Ralph Waite - John Walton Sr.
- Michael Learned - Olivia Walton
- Will Geer - Zebulon "Grandpa" Walton
- Ellen Corby - Esther "Grandma" Walton
- Jon Walmsley - Jason Walton
- Judy Norton Taylor - Mary Ellen Walton
- Mary Elizabeth McDonough - Erin Walton
- Eric Scott - Benjamin "Ben" Walton
- David W. Harper - James Robert "Jim-Bob" Walton
- Kami Cotler - Elizabeth Walton
- Leslie Winston - Cindy Walton
- Peggy Rea - Rose Burton
- John Ritter - Rev. Matthew Fordwick
- Lewis Arquette - Jefferson Davis 'J.D.' Pickett
- Wilford Brimley - Horace Brimley
- John Crawford - sheriff Ep Bridges

### Fotnoter
1. ↑  ”TV4 riks 1998-01-12 | Svensk mediedatabas(SMDB)”. smdb.kb.se. https://smdb.kb.se/catalog/id/002990005. Läst 27 mars 2019.
2. ↑  Michael Carlson (4 april 2016). ”Earl Hamner Jr. obituary” (på engelska). Guardian. https://www.theguardian.com/tv-and-radio/2016/apr/04/earl-hamner-jr-obituary. Läst 19 februari 2017.